# Finale de la Coupe des clubs champions européens 1990-1991
La finale de la Coupe des clubs champions européens 1990-1991 voit l'Étoile rouge de Belgrade décrocher son premier titre de champion d'Europe aux dépens de l'Olympique de Marseille. C'est la centième finale toutes compétitions européennes confondues (C1,C2 et C3). Un score vierge, après le temps réglementaire et les prolongations, conduit à une séance aux tirs au but dans laquelle le club yougoslave tire son épingle du jeu (5-3). Dans le palmarès de la compétition par pays, l'UEFA attribue le trophée 1991 également à la Serbie désignée comme héritière du palmarès de la Yougoslavie. 
Au lendemain de la défaite phocéenne, le journal L'Équipe titrera : Le rêve brisé. L'équipe marseillaise aura connu durant la saison un changement d’entraîneur; en effet les tensions avec son président Bernard Tapie oblige Franz Beckenbauer à partir, il est remplacé par le technicien belge Raymond Goethals à partir des quarts de finale. L'Étoile rouge de Belgrade compte des joueurs de talents issus des différentes provinces de Yougoslavie, une association pluri-provinciale venue de Croatie, de Serbie, de Macédoine et du Monténégro.    
À noter que cette finale est marquée par une anecdote peu commune. Le défenseur de l'Étoile rouge Miodrag Belodedici a remporté la Coupe des clubs champions européens 1985-1986 avec le club du FC Steaua Bucarest, fuyant illicitement la Roumanie en 1988 et remporte une deuxième coupe aux grandes oreilles avec l'Étoile rouge.

## Parcours des finalistes
Note : dans les résultats ci-dessous, le score du finaliste est toujours donné en premier (D : domicile ; E : extérieur).
| Étoile rouge de Belgrade | Étoile rouge de Belgrade | Étoile rouge de Belgrade | Étoile rouge de Belgrade |                     | Olympique de Marseille | Olympique de Marseille | Olympique de Marseille | Olympique de Marseille |
| ------------------------ | ------------------------ | ------------------------ | ------------------------ | ------------------- | ---------------------- | ---------------------- | ---------------------- | ---------------------- |
| Adversaire               | Total                    | Aller                    | Retour                   | Tour                | Adversaire             | Total                  | Aller                  | Retour                 |
| Grasshopper Zurich       | 5 - 2                    | 1 - 1 (D)                | 4 - 1 (E)                | Premier tour        | Dinamo Tirana          | 5 - 1                  | 5 - 1 (D)              | 0 - 0 (E)              |
| Glasgow Rangers          | 4 - 1                    | 3 - 0 (D)                | 1 - 1 (E)                | Huitièmes de finale | Lech Poznań            | 8 - 4                  | 2 - 3 (E)              | 6 - 1 (D)              |
| Dynamo Dresde            | 6 - 0                    | 3 - 0 (D)                | 3 - 0 (E)                | Quarts de finale    | AC Milan               | 4 - 1                  | 1 - 1 (E)              | 3 - 0 (D)              |
| Bayern Munich            | 4 - 3                    | 2 - 1 (E)                | 2 - 2 (D)                | Demi-finales        | Spartak Moscou         | 5 - 2                  | 3 - 1 (E)              | 2 - 1 (D)              |

## La défense prend le pas sur l'attaque
Durant toute la rencontre les deux équipes vont se neutraliser mutuellement. L'Étoile rouge par une organisation tactique étouffe la formation phocéenne qui ne peut que rarement s'exprimer, Jean-Pierre Papin notamment sera sevré de ballons pendant pratiquement toute la partie. En prolongation, les yougoslaves exténués tiennent le choc et arrivent à leur objectif initial « la séance de tirs au but ». Manuel Amoros, le premier tireur, manquera sa réalisation devant le portier adverse. Darko Pancev lui, marquera le dernier des tirs au but, celui qui offre à l'Étoile Rouge son premier sacre européen. C'est une victoire tactique pour l'entraîneur Ljupko Petrovic, qui la veille de ce match avait fait travailler à ses joueurs les séances de pénaltys à l'entraînement

## Feuille de match
| ·               |                    |     |
| Titulaires :    |                    |     |
|                 |                    |     |
| 1               | Stevan Stojanović  |     |
| 2               | Vladimir Jugović   |     |
| 3               | Slobodan Marović   |     |
| 4               | Refik Šabanadžović |     |
| 5               | Miodrag Belodedici |     |
| 6               | Ilija Najdoski     |     |
| 7               | Robert Prosinečki  |     |
| 8               | Siniša Mihajlović  |     |
| 9               | Darko Pančev       |     |
| 10              | Dejan Savićević    | 84e |
| 11              | Dragiša Binić      |     |
|                 |                    |     |
| Remplaçants :   |                    |     |
| 12              | Milić Jovanović    |     |
| 13              | Ivica Momčilović   |     |
| 14              | Rade Tošić         |     |
| 15              | Vlada Stošić       | 84e |
| 16              | Vladan Lukić       |     |
|                 |                    |     |
| Entraîneur :    |                    |     |
| Ljupko Petrović |                    |     |

| ·                |                     |      |
| Titulaires :     |                     |      |
|                  |                     |      |
| 1                | Pascal Olmeta       |      |
| 2                | Manuel Amoros       |      |
| 3                | Éric Di Meco        | 112e |
| 4                | Basile Boli         |      |
| 5                | Carlos Mozer        |      |
| 6                | Bruno Germain       |      |
| 7                | Bernard Casoni      |      |
| 8                | Chris Waddle        |      |
| 9                | Jean-Pierre Papin   |      |
| 10               | Abedi Pele          |      |
| 11               | Laurent Fournier    | 75e  |
|                  |                     |      |
| Remplaçants :    |                     |      |
| 16               | Alain Casanova      |      |
| 15               | Éric Mura           |      |
| 12               | Dragan Stojković    | 112e |
| 13               | Philippe Vercruysse | 75e  |
| 14               | Jean Tigana         |      |
|                  |                     |      |
| Entraîneur :     |                     |      |
| Raymond Goethals |                     |      |

| ·               |                    |     |
| Titulaires :    |                    |     |
|                 |                    |     |
| 1               | Stevan Stojanović  |     |
| 2               | Vladimir Jugović   |     |
| 3               | Slobodan Marović   |     |
| 4               | Refik Šabanadžović |     |
| 5               | Miodrag Belodedici |     |
| 6               | Ilija Najdoski     |     |
| 7               | Robert Prosinečki  |     |
| 8               | Siniša Mihajlović  |     |
| 9               | Darko Pančev       |     |
| 10              | Dejan Savićević    | 84e |
| 11              | Dragiša Binić      |     |
|                 |                    |     |
| Remplaçants :   |                    |     |
| 12              | Milić Jovanović    |     |
| 13              | Ivica Momčilović   |     |
| 14              | Rade Tošić         |     |
| 15              | Vlada Stošić       | 84e |
| 16              | Vladan Lukić       |     |
|                 |                    |     |
| Entraîneur :    |                    |     |
| Ljupko Petrović |                    |     |

| ·                |                     |      |
| Titulaires :     |                     |      |
|                  |                     |      |
| 1                | Pascal Olmeta       |      |
| 2                | Manuel Amoros       |      |
| 3                | Éric Di Meco        | 112e |
| 4                | Basile Boli         |      |
| 5                | Carlos Mozer        |      |
| 6                | Bruno Germain       |      |
| 7                | Bernard Casoni      |      |
| 8                | Chris Waddle        |      |
| 9                | Jean-Pierre Papin   |      |
| 10               | Abedi Pele          |      |
| 11               | Laurent Fournier    | 75e  |
|                  |                     |      |
| Remplaçants :    |                     |      |
| 16               | Alain Casanova      |      |
| 15               | Éric Mura           |      |
| 12               | Dragan Stojković    | 112e |
| 13               | Philippe Vercruysse | 75e  |
| 14               | Jean Tigana         |      |
|                  |                     |      |
| Entraîneur :     |                     |      |
| Raymond Goethals |                     |      |